# Hadař příčnopruhý
Hadař příčnopruhý (Myrichthys colubrinus) je mořský druh ryby z čeledi hadařovití a  řádu holobřiší. Tělo má bíločerné pruhování, občas prostoupené černými skvrnami. Obývá indo-pacifický biogeografický mořský region v tropickém pásmu, zejména v Rudém moři a jižně k Mosambiku, stejně jako ve východním teritoriu regionu – Společenských ostrovech a Francouzské Polynésii.  Může být také předmětem obchodu pro účely mořských akvárií.
Vzezřením se podobá jedovatému vlnožilu užovkovému z čeledi korálovcovití, za kterého jej lze zaměnit. Hadař však jedovatý není. Dospělí jedinci žijí obvykle v písečných mělčinách a podmořské vegetaci. Dorůstají délky kolem 88–97 cm.